# Алтыншокы (село)
Алтыншокы (каз. Алтыншоқы, до 1993 г. — Предгорное) — село в Урджарском районе Абайской области Казахстана. Административный центр Алтыншокинского сельского округа. Код КАТО — 636439100.

## Население
В 1999 году население села составляло 1961 человек (988 мужчин и 973 женщины). По данным переписи 2009 года, в селе проживали 1463 человека (754 мужчины и 709 женщин).